# Take Care
Take Care är ett musikalbum av den kanadensiske rapparen Drake. Albumet släpptes sedan den 15 november 2011. Det gästas av bland andra Rihanna, The Weeknd, Lil Wayne, Nicki Minaj och Kendrick Lamar. 
Albumet har i synnerhet ett lugnt tempo med mörka toner, inslag av mestadels hip-hop, men även R&B och pop. 
Take Care är ett av Drakes mest uppskattade och bäst rankade album och har även utsetts som ett av de bästa albumen släppta året 2011.